# Hoài Khánh Công chúa
Hoài Khánh công chúa (chữ Hán: 臨安公主; 1367 - 15 tháng 7, 1425), công chúa nhà Minh, là hoàng nữ của Minh Thái Tổ Chu Nguyên Chương.

## Tiểu sử
Hoài Khánh công chúa chào đời vào năm 1367. Bà là hoàng nữ của Minh Thái Tổ, sinh mẫu là Thành Mục Quý phi. Thành Mục Quý phi tính tình hiền thuận, tư sắc diễm mỹ, rất được Minh Thái Tổ coi trọng, địa vị chỉ sau Hiếu Từ Cao Hoàng hậu.
Năm Hồng Vũ thứ 15 (1382), Hoài Khánh công chúa hạ giá lấy Vương Ninh (王寧). Hôn sự được tiến hành hết sức trọng thể theo nghi thức cưới gả dành cho công chúa do Hoàng hậu sinh ra, phò mã được ban cho quan cáo và triều phục. Sau đám cưới, phò mã được thăng chức quản quân.

## Qua đời
Ngày 15 tháng 7 năm 1425 dưới triều Minh Tuyên Tông, Hoài Khánh công chúa tạ thế, thọ 66 tuổi.